# Giovanni Luca Chiavari
Il Serenissimo Giovanni Luca Chiavari (Genova, 1573 o 1574 – Genova, 1657) fu il 98º doge della Repubblica di Genova.

## Biografia

### Primi anni

Stemma nobiliare dei Chiavari

Figlio del già doge Gerolamo Chiavari e di Angentina Muraglia (o di Speranza Durazzo secondo altre fonti storiche), Giovanni Luca Chiavari nacque nel capoluogo genovese intorno al 1573 o nel 1574.
Educato e compiuti gli studi delle materie letterarie, di diritto e dell'arte militare, ricevette nel 1598 il suo primo incarico istituzionale come sindacatore della Riviera di Ponente applicandosi nelle funzioni giuridico-amministrative. Nel decennio successivo ricoprì incarichi negli uffici di diversi magistrati della Repubblica: dei Cambi, degli Straordinari, di Terraferma, di Corsica, dei Pacificatori. Nel 1611 fu eletto tra i Padri del Comune e nel 1613 tra gli ufficiali dell'Annona.
L'anno successivo fu scelto tra i componenti dei sindacatori supremi, un'alta carica di Stato incaricata del controllo degli operati del doge in carica e dei suoi collaboratori nell'osservanza delle leggi e dei regolamenti. Come senatore della Repubblica di Genova dal 1615 fu aggregato al Collegio degli otto governatori della Repubblica; nel 1617 ricoprì ancora il magistrato di Corsica.
Nel 1618 per le sue qualità diplomatiche fu inviato in Francia alla corte di Luigi XIII dove si occupò della "spinosa" questione dell'ambasciatore di Francia Claudio De Marini presso il ducato sabaudo di Carlo Emanuele I di Savoia. Sul De Marini, già cittadino genovese e poi esiliato, spiccava infatti un mandato di arresto da parte della Repubblica di Genova e la sua fuga e poi nomina rappresentativa in terra francese scatenò una crisi diplomatica tra Genova, la corona d'Oltralpe (che non accettava un tale comportamento del senato genovese per un suo "rappresentante") e la Spagna che per bocca del suo ambasciatore a Genova aveva prove sulla congiura del de Marini contro il regno spagnolo e quindi ne condannava il gesto e la conseguente "timidezza" assunta dai Genovesi sul caso. La tenacia del diplomatico Giovanni Luca Chiavari, e la successiva revoca dell'arresto da parte del senato, calmò le acque tra le potenze europee riportando la genovese repubblica in uno stato di equilibrio tra Francia e Spagna.
Tra il 1619 e il 1621 fu ancora nel magistrato dei Cambi, dell'Annona, della Milizia, e sindacatore del capitaneato della val Polcevera e del Bisagno; negli stessi anni fu pure generale supremo di tutta la flotta genovese. Durante la guerra tra Genova e il Ducato di Savoia nel 1625, evento correlato alla Guerra dei trent'anni, fu ambasciatore presso lo Stato Pontificio di papa Urbano VIII dove quest'ultimo cercò di far entrare (inutilmente) la repubblica genovese in una Lega con Roma e Firenze da contrapporre ai due stati di Francia e di Spagna, corona ispanica che già era al fianco dei Genovesi per contrastare l'invasione sabauda di Carlo Emanuele I in Liguria.

### Il dogato
A Roma Giovanni Luca Chiavari, sempre in qualità di ambasciatore, rimase fino ai primi di giugno del 1627 dove, nonostante il diniego genovese alla proposta lega anti franco-spagnola, instaurò un rapporto amichevole e di stima con il pontefice. Ritornato quindi a Genova, il 28 giugno 1627 una larga maggioranza del Gran Consiglio (267 voti su 300 circa) votò per la sua elezione alla massima carica dogale: la cinquantatreesima in successione biennale e la novantottesima nella storia repubblicana.
L'inizio del suo biennio a doge fu destato da una nuova guerra che coinvolse nuovamente la Francia e la Spagna per la successione del Monferrato con una Repubblica di Genova costretta, se non obbligata, al ruolo neutrale. A ciò si aggiunsero i nuovi contrasti con il Ducato di Savoia di Carlo Emanuele I, quest'ultimo ora alleato degli Spagnoli, e il pericoloso e sventato colpo di stato ardito da Giulio Cesare Vachero e da altri congiurati (su sostegno del duca sabaudo) ai danni delle istituzioni genovesi con la morte del doge in testa. Fu una rivelazione del capitano Rodino a Tomaso Chiavari, fratello del doge, a scombinare i piani la sera del 31 marzo 1628 e che furono ben presto condannati con la decapitazione dal Senato.
E per scongiurare un tale episodio fu durante il dogato di Giovanni Luca Chiavari che venne istituito il magistrato degli Inquisitori della Repubblica, un organo di stato che da una posizione temporanea assunse ben presto quella definitiva nonostante il voto contrario dello stesso doge. E ancora per lo smascheramento del colpo di stato e che inevitabilmente inclinò maggiormente i rapporti con la corte sabauda, nel corso del 1629 il doge Chiavari scampò ad un nuovo attentato architettato da un "bandito di Voltri" (nessuna cronaca del tempo riportò il nome dell'attentatore) che aveva piazzato un ordigno bellico sotto il seggio dogale nella cattedrale di San Lorenzo a Genova; un barnabita con le sue rivelazioni sventò il mortale piano.
Il mandato ebbe termine il 28 giugno 1629.

### Gli ultimi anni
Nominato dai sindacatori supremi procuratore perpetuo, nei trent'anni che separarono il dogato alla morte di Giovanni Luca Chiavari ricoprì innumerevoli incarichi statali nei magistrati di Guerra, di Corsica e degli Inquisitori. Assieme a Bartolomeo Da Passano formulò il nuovo cerimoniale della Repubblica di Genova che fu approvato dal Minor Consiglio il 25 gennaio 1639. Con l'avanzare dell'età tra il 1645 e il 1655 fece parte di magistrati e componenti minori.
Durante la pestilenza che colpì Genova e la Liguria tra il 1656 e il 1657 fu uno degli undici senatori rimasti nella capitale per provvedere alla salute pubblica. Contratta la malattia, morì a Genova nel corso del 1657. Il corpo di Giovanni Luca Chiavari fu sepolto all'interno della basilica della Santissima Annunziata del Vastato.

## Vita privata
Dal matrimonio con Chiaretta De Franchi Sacco (figlia del già doge Pietro) ebbe tre figlie: Maria (che sposò Gerolamo Durazzo), Tomasina e Clara (moglie di Stefano Salvago); le prime due figlie morirono, come la madre, prima del padre. Si risposò con Livia Maria De Fornari da cui non ebbe prole.